# Sudachi
Sudachi (danh pháp hai phần: Citrus sudachi), là một giống cam đặc hữu của tỉnh Tokushima, Nhật Bản.
Sudachi được cho là một loại quả lai giữa trái papeda (Citrus ichangensis) và quýt thường (Citrus reticulata), nhưng có thể đó là một giống cam riêng biệt. Tuy nhiên, kết quả phân tích di truyền gần đây cho thấy, sudachi là giống lai giữa cây yuzu (Citrus junos) và một giống cam quýt không xác định, có lẽ là Citrus tachibana.

## Mô tả
Cây có kích thước trung bình, cao khoảng 5 – 8 m, tán rộng, được trồng nhiều nhất tại Tokushima, có thể chịu lạnh. Hoa trắng, nở vào tháng 5 và tháng 6. cam sudachi khá nhỏ, có đường kính khoảng 3 – 4 cm, quả hình cầu nhưng hơi dẹt, chín vào mùa thu. Vỏ cam hơi mỏng, sần sùi, có màu xanh đậm và ngả vàng khi chín; tuy nhiên, cam thường được thu hoạch khi chưa trưởng thành và vẫn còn mang màu xanh. Múi mọng nước hơn những giống cam khác, màu lục nhạt, rất chua, có mùi thơm cay đặc trưng. Cùng với người họ hàng của nó, cam yuzu, là hai loại cam được đánh giá khá cao tại Nhật Bản.
Nước cốt cam sudachi có chứa một hàm lượng lớn chất chống oxy hóa eriocitrin, trong khi chất này lại không có ở cam yuzu hoặc kabosu; neoeriocitrin (có nhiều trong cam đắng daidai) cũng được tìm thấy trong nước cốt và vỏ của sudachi. Neoeriocitrin là chất ngăn chặn sự hình thành lipoxygenase liên quan đến dị ứng và bệnh xơ vữa động mạch.

## Sử dụng

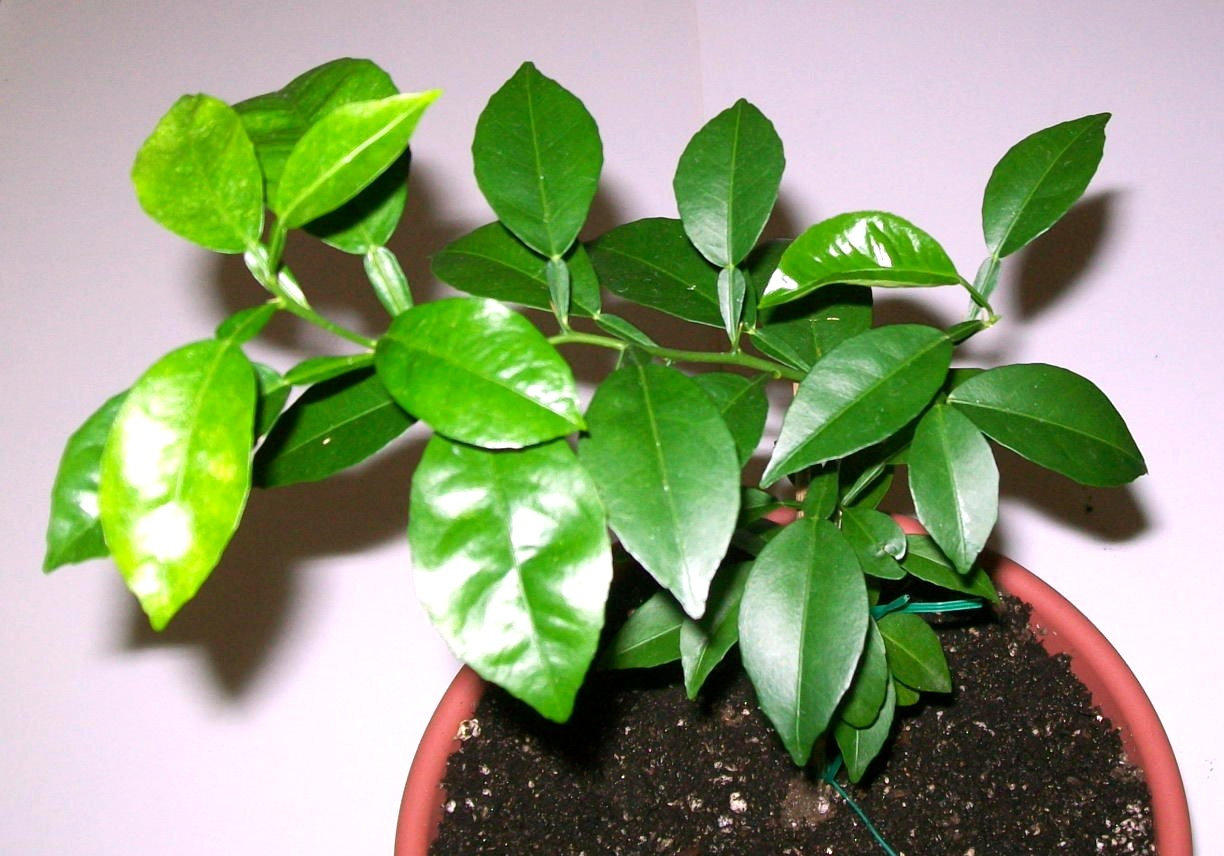
Cây cam sudachi 1 tuổi

Sudachi khá chua nên được sử dụng làm nguyên liệu trong các món nước chấm của người Nhật, gọi là ponzu. cam yuzu, kabosu và cam đắng daidai cũng được sử dụng để thay thế sudachi. Sudachi được coi là "người bạn đồng hành không thể thiếu" khi ăn cùng với nấm matsutake.
Nước cốt cam sudachi cũng được thêm vào các món mì nổi tiếng của Nhật như soba, udon hay các món cá, thậm chí là cả những đồ uống có cồn. Sudachi cũng được dùng để tạo hương vị trong các món kem, nước giải khát và vodka.